# Otto e Barnelli
Otto e Barnelli sono stati un duo comico-musicale, composto dai musicisti tedeschi Hans Otto Richter (Otto) e Bernd Witthuser (Barnelli), attivo soprattutto durante gli anni settanta e ottanta.

## Storia
Hans Otto , violinista, nasce a Hameln il 20 maggio 1948, mentre Bernd Witthuser, chitarrista, nasce a Winterberg il 29 febbraio del 1944; dopo alcune esperienze musicali a metà degli anni '70 i due si incontrano e decidono di formare il duo Otto e Barnelli, suonando per le strade d'Europa e recandosi poi in Italia.
Oltre ai due strumenti principali, violino e chitarra, suonano campanelli fissati sul cappello e alle caviglie, percuotono con un batacchio attaccato al gomito la grancassa piazzata sulla schiena e suonano la tromba e il kazoo.
I due artisti di strada vengono scoperti da Renzo Arbore, che li vede durante un'esibizione a un festival ad Arcidosso e li scrittura per presentare sketch comico-musicali nel suo programma della domenica pomeriggio L'altra domenica, in onda dal 1976 al 1979 su Rai 2.
Nel 1980 recitano nel film Il pap'occhio, insieme ai compagni di trasmissione, con la regia di Renzo Arbore; in una scena Barnelli, vestito da cardinale, chiama Otto, vestito da prete, sul palco dicendo "Vieni avanti, pretino", parodiando la celebre battuta dei Fratelli De Rege.
Negli anni successivi continuano l'attività in tono minore.
Nel 1985 tornano al cinema nel film Inganni, diretto da Luigi Faccini.
Bernd Witthuser muore a Grosseto nella notte tra giovedì 3 agosto e venerdì 4 agosto 2017
Otto Richter muore a Castel del Piano venerdì 7 aprile 2023.

## Televisione
- L'altra domenica (1976 - 1979) - Rai 2

## Filmografia
- Il pap'occhio (1980) - Regia di Renzo Arbore
- Inganni - Regia di Luigi Faccini